# Microregione di Dracena
Dracena è una microregione dello Stato di San Paolo in Brasile, appartenente alla mesoregione di Presidente Prudente.

## Comuni
Comprende 10 comuni:
- Dracena
- Junqueirópolis
- Monte Castelo
- Nova Guataporanga
- Ouro Verde
- Panorama
- Paulicéia
- Santa Mercedes
- São João do Pau d'Alho
- Tupi Paulista